# Rechts gegen Rechts
Rechts gegen Rechts  – Der unfreiwilligste Spendenlauf Deutschlands ist eine vom Zentrum Demokratische Kultur (ZDK) gGmbH entwickelte Form des friedlichen Gegenprotestes im Rahmen von Neonazi-Demonstrationen. Die Demonstranten geben hierbei für jeden zurückgelegten Meter unfreiwillig eine zuvor bereitgestellte Spende von Sponsoren an einen gemeinnützigen Zweck frei. Das Vermeiden von Spenden ist nur durch die Absage der Demonstration möglich. Die Idee dahinter basiert auf der Umlenkung des eigentlichen Demonstrationszweckes in eine der Ideologie der Demonstranten entgegenstehenden Aktion, wodurch die Teilnehmer letztendlich gegen sich selbst demonstrieren.

## Geschichte und Umsetzung
Anlässlich der alljährlichen, mit dem Rudolf-Heß-Gedenkmarsch verbundenen Veranstaltung in Wunsiedel demonstrierten am 15. November 2014 zahlreiche Neonazis. In diesem Zusammenhang wurden ohne das Wissen der Beteiligten für jeden gelaufenen Meter zehn Euro an Exit Deutschland gespendet. Mit Hilfe von Sponsoren kamen 10.000 Euro zusammen. Der erreichte Spendenstand wurde durch Markierungen auf der Straße kenntlich gemacht. Diese Summe wurde aufgrund von weiteren Spenden während des Marsches jedoch fast verdoppelt. Am Ziel gab es für die Teilnehmer symbolische Urkunden sowie Konfetti.
Die Aktion kam in verschiedenen Medien im In- und Ausland zur Sprache. Das noch am gleichen Abend im Internet eingestellte Video wurde viral.
Die Spendenmarsch-Aktion im oberfränkischen Wunsiedel wurde laut dem Fachmagazin W&V weltweit die mit Abstand am häufigsten ausgezeichnete Werbekampagne des Jahres 2015.
Initiiert und durchgeführt wurde dieser erste unfreiwillige Spendenlauf vom ZDK, von der Projektstelle gegen Rechtsextremismus Bad Alexandersbad, dem Bayerischen Verein für Toleranz, Demokratie und Menschenwürde e.V., dem Wunsiedler Bündnis gegen Rechtsextremismus, der Jugendinitiative gegen Rechtsextremismus Wunsiedel und der Stadt Wunsiedel. Unterstützung fand durch zwei Hamburger Werbeagenturen statt.
Nach Wunsiedel wurde diese Form des Gegenprotests von verschiedenen Gemeinden und Städten in Deutschland, aber auch international übernommen.
Diese Aktionen wurden entweder durch Rechts gegen Rechts oder durch lokale Gruppen durchgeführt. Laut der Homepage wurden über diese Form des Gegenprotests bis April 2017 bei zehn Demonstrationen mehr als 35.000 Euro Spenden gesammelt. Für selbständig durchgeführte Aktionen kann auf der Homepage ein „Rechts gegen Rechts Tool-Kit“ angefordert werden.
Im Zusammenhang mit der Flüchtlingskrise in Deutschland 2015/2016 und der damit zusammenhängenden Rezeption in den sozialen Netzwerken, die bei einigen Kommentatoren offenen Hass zutage förderte, wurde mit Hass hilft eine vergleichbare, ebenfalls vom ZDK betriebene Aktion mit der Unterstützung von Facebook institutionalisiert. Seither wird von Sponsoren für jeden Hasskommentar ein Euro jeweils zur Hälfte an die Aktion Deutschland Hilft und an Exit-Deutschland gespendet.

## Preise
Eine Auswahl an Preisen, die Rechts gegen Rechts gewonnen hat:
- 2015 Mitteldeutscher Fundraisingpreis des Fundraising Forum
- 2015 Sonderpreis des Deutschen Fundraising Verbandes
- 2015 Nominiert für den IndexAward 2015
- 2015 Nominiert für den CIVIS Medienpreis 2015
- 2015 IFC Global Award
- 2015 One Show NY
- 2015 LeadAward
- 2015 Politikaward
- 2016 The RAN Collection of Approaches and Practices
- 2017 Beste Sozialkampagne 2016–2017